# Rémi Pauvros
Pour les articles homonymes, voir Pauvros.
Rémi Pauvros, né le 1er juillet 1952 à Hautmont (Nord), est un homme politique français, ancien maire de Maubeuge, ancien député de la troisième circonscription du Nord et ancien conseiller général du Nord, élu dans le canton de Maubeuge-Nord.

## Parcours politique
Élu maire de Maubeuge en 2001, il est réélu dès le 1er tour des municipales le 9 mars 2008.
En 2008, Rémi Pauvros est aussi élu président de la communauté d'agglomération Maubeuge Val de Sambre, qui compte 105 000 habitants, répartis sur 22 communes.
En 2001, il est élu conseiller général du canton de Maubeuge-Nord, et devient vice-président chargé des infrastructures et du transport en 2004. Réélu en mars 2008, il occupe les fonctions de Vice-président délégué à l’insertion et aux solidarités jusque mars 2011. Il est nommé premier vice-président chargé des infrastructures et des transports en mars 2011.
Lors des élections législatives de 2002 et celles de 2007, il se présente dans la vingt-troisième circonscription du Nord mais échoue à se faire élire.
Le 17 juin 2012, il est élu député de la troisième circonscription du Nord avec 52,16 % des voix exprimées.
En septembre 2012, à la suite des élections législatives, il démissionne de son mandat de conseiller général, au profit de sa suppléante Nathalie Montfort, première adjointe au maire de la ville de Maubeuge.
Au sein du Parti socialiste, dans le cadre de la préparation du congrès de Reims, il est signataire de la motion D, portée par Martine Aubry.
Le 17 avril 2013, il est chargé par Frédéric Cuvillier, ministre délégué chargé des Transports et de l'Économie maritime, de présider la mission de reconfiguration du projet du canal Seine-Nord Europe. La mission rend son rapport le 11 décembre 2013, dans lequel le député-maire de Maubeuge chiffre le coût du projet reconfiguré de canal Seine-Nord Europe à quelque 4,5 milliards d’euros – contre sept milliards d’euros dans un projet de partenariat public privé (PPP) élaboré sous la présidence de Nicolas Sarkozy,.
Le 30 mars 2014, aux élections municipales, il est battu par Arnaud Decagny (UDI-UMP). Il devient simple conseiller municipal. Cependant, ses comptes de campagne ayant été rejetés, le Tribunal administratif le déclare inéligible pour un an. Il quitte son mandat de conseiller municipal et de conseiller communautaire. 
Le 6 novembre 2014, le Premier Ministre, Manuel Valls, confie une nouvelle mission dans le but de réaliser le Canal Seine-Nord Europe. Il rend son rapport « Réseau Seine Escaut Canal Seine-Nord Europe, 10 propositions pour réussir un projet majeur de relance de la croissance, pour le développement durable de la France et de l'Europe » au Premier Ministre et au Secrétaire d’État chargé des Transports, de la Mer et de la Pêche, Alain Vidalies, le 5 mai 2015.
En février 2017, il annonce être candidat aux législatives. Il obtient 14,74 % des suffrages exprimés mais, avec seulement 5,85% des électeurs inscrits, il n'est pas qualifié pour le 2e tour.
Le 21 avril 2017, il est élu à la tête de la société du canal Seine Nord-Europe . Selon la propre page officielle de Rémi Pauvros, cette fonction ne dure que quelques semaines, jusqu'en juillet 2017. Xavier Bertrand, président du conseil régional des Hauts-de-France, lui succède dès le 3 octobre 2017.
Le 10 octobre 2019, il annonce sa candidature, pour tenter de reconquérir la mairie de Maubeuge, perdue en 2014. Il échoue nettement : au second tour, le 28 juin 2020, sa liste recueille 33,17 % des voix, contre 47,82 % au maire sortant Arnaud Decagny.

## Problème judiciaire
Dans son numéro d'avril 2012, le magazine Causette révèle que des viols collectifs auraient eu lieu entre 2006 et 2011 à la Mairie de Maubeuge sur la personne d'une collaboratrice du maire, viols perpétrés par quatre collègues de cette femme. Le journal reproche à Rémi Pauvros de n'avoir pas communiqué ces informations aux autorités judiciaires,, pour simplement effectuer une enquête interne ayant débouché sur la démission d'un des accusés, les autres niant les faits ou expliquant que la relation avait été consentie. Rémi Pauvros attaque le magazine en diffamation, demandant 60 000 euros de dommages et intérêts. Lors du procès en octobre 2012, la vice-procureure soulignera que Rémi Pauvros avait l'obligation de transmettre ces faits au parquet. Rémi Pauvros perd en décembre le procès intenté. Il n’a à ce jour pas été concerné par une procédure pénale, que le directeur de Causette appelait de ses vœux,,.

## Carrière
- Animateur (1973-1976)
- Délégué régional puis national (1976-1982) à la Fédération nationale Léo Lagrange, président (1994-2001)
- Président d’honneur (depuis 2001) de Léo Lagrange Solidarités internationales, président d’honneur de la Fédération régionale Léo-Lagrange du Nord-Pas-de-Calais (depuis 2002)
- Directeur de l’Espace naturel régional du Nord-Pas-de-Calais (1982-1986)
- Directeur adjoint puis directeur de cabinet du président du Conseil Régional du Nord-Pas-de-Calais (1986-1992)
- Directeur général (1992-2000), chargé de mission auprès du président (depuis 2000) de l’Agence régionale de développement (ARD) du Nord-Pas-de-Calais
- Maire de Maubeuge (2001-2014)
- Conseiller général du Canton Maubeuge Nord (2001-2012)
- Vice-président (2004-2011) puis 1er Vice-président (2011-2012) du Conseil général du Nord
- Président de la communauté d'agglomération Maubeuge Val de Sambre (2008-2014)
- Député (depuis juin 2012 à juin 2017), conseiller municipal de Maubeuge d'avril 2014 à octobre 2014[7]. Depuis juin 2020 conseiller municipal de Maubeuge
- Président de la Fédération Hospitalière de France Hauts de France depuis 2012, réélu en 2021 pour un mandat de 3 ans[19].

## Publication
- Rémi Pauvros, Mon engagement : entretien avec Romane, jeune étudiante maubeugeoise, novembre 2016, 43 p.